# Goubernia Nijni Novgorod
 (mai 2013).
Maillots
Le VK Goubernia (en russe : волейбольный клуб Губерния, voleïbolny klub Goubernia) est un club de volley-ball russe basé à Nijni Novgorod, évoluant au plus haut niveau national (Superliga).

## Palmarès
- Coupe de la CEV (1)
  - Finaliste : 2014

## Effectifs de la saison 2013-2014
| No                                             | Nom                                            | Date de naissance                              | Taille                       | Poids                        | Poste                        |
| ---------------------------------------------- | ---------------------------------------------- | ---------------------------------------------- | ---------------------------- | ---------------------------- | ---------------------------- |
| 1                                              | Andreï Dranichnikov                            | 23 juin 1990                                   | 182                          | 76                           | Libero                       |
| 2                                              | Aleksandr Ianoutov                             | 21 avril 1981                                  | 195                          | 83                           | Libero                       |
| 4                                              | Mikko Esko                                     | 3 septembre 1978                               | 198                          | 89                           | Passeur                      |
| 5                                              | Alekseï Ostapenko                              | 26 mai 1986                                    | 208                          | 94                           | Central                      |
| 6                                              | Nikolaï Pavlov                                 | 22 mai 1982                                    | 198                          | 83                           | Attaquant                    |
| 7                                              | Oleg Sytchev                                   | 29 avril 1988                                  | 209                          | 98                           | Central                      |
| 8                                              | Sergueï Savine                                 | 7 octobre 1988                                 | 200                          | 85                           | Réceptionneur-attaquant      |
| 9                                              | Pavel Abramov                                  | 23 avril 1979                                  | 200                          | 90                           | Réceptionneur-attaquant      |
| 10                                             | Maksim Choulguine                              | 17 mai 1983                                    | 204                          | 97                           | Passeur                      |
| 11                                             | Igor Tiourine                                  | 13 juin 1987                                   | 198                          | 101                          | Attaquant                    |
| 12                                             | Miloš Nikić                                    | 31 mars 1986                                   | 194                          | 79                           | Réceptionneur-attaquant      |
| 14                                             | Nikita Liamine                                 | 14 octobre 1985                                | 203                          | 91                           | Central                      |
| 15                                             | Makar Bestoujev                                | 13 mai 1986                                    | 194                          | 84                           | Réceptionneur-attaquant      |
| 16                                             | Ilia Svidlov                                   | 16 octobre 1987                                | 204                          |                              | Attaquant                    |
| 17                                             | Igor Choulepov                                 | 16 novembre 1972                               | 203                          | 94                           | Réceptionneur-attaquant      |
| 18                                             | Alekseï Koulechov                              | 24 février 1979                                | 206                          | 96                           | Central                      |
|                                                |                                                |                                                |                              |                              |                              |
| Encadrement technique                          | Encadrement technique                          |                                                | Légende                      | Légende                      | Légende                      |
| Entraîneur : Plamen Konstantinov               | Entraîneur : Plamen Konstantinov               | Entraîneur : Plamen Konstantinov               | : Capitaine                  | : Capitaine                  | : Capitaine                  |
| Entraîneur(s) adjoint(s) : Sergueï Ieremichine | Entraîneur(s) adjoint(s) : Sergueï Ieremichine | Entraîneur(s) adjoint(s) : Sergueï Ieremichine | : Joueur blessé actuellement | : Joueur blessé actuellement | : Joueur blessé actuellement |

| Équipe type : Goubernia Nijni Novgorod                                                                   |
| \| Esko · # 4 Abramov · # 9 Ostapenko · # 5 Pavlov · # 6 Nikić · # 12 Koulechov · # 18 Ianoutov · # 2 \| |
| Esko · # 4 Abramov · # 9 Ostapenko · # 5 Pavlov · # 6 Nikić · # 12 Koulechov · # 18 Ianoutov · # 2       |

| Esko · # 4 Abramov · # 9 Ostapenko · # 5 Pavlov · # 6 Nikić · # 12 Koulechov · # 18 Ianoutov · # 2 |